# نقطة تحت الشمس مباشرة

رسم تخطيطي أساسي يوضح موقع النقطة الفرعية على سطح الأرض. الزاوية بين الشمس ومستوى الأرض 90 درجة عند النقطة الفرعية

مسقط سمت الرأس أو نقطة واقعة تحت الشمس مباشرة (بالإنجليزية: Subsolar point) هي المكان الذي ينظر إلى الشمس فيه بشكل مباشر (سمت الرأس) حيث تقع أشعة الشمس على كوكب الأرض بشكل متعامد تماما على سطح الأرض.

## نبذة
بالنسبة للكواكب ذات الاتجاه والدوران الشبيه بالأرض ستتحرك النقطة تحت الأرض غربا وتحلق حول الكرة الأرضية مرة واحدة في اليوم حيث تتحرك تقريبا على طول دائرة من خطوط العرض. ومع ذلك فإنها ستتحرك أيضا شمالًا وجنوبا بين المناطق المدارية على مدار العام لذا فهي تتصاعد مثل الحلزون.

## التغييرات
يحدث التغيير في ديسمبر عندما تكون النقطة الفرعية في مدار الجدي ويكون التغيير في يونيو في اللحظة التي تكون فيها النقطة الفرعية في مدار السرطان ويحدث الاعتدال في مارس وسبتمبر عندما تتقاطع النقطة الفرعية مع خط الاستواء.

## ولاية هاواي
عندما تمر النقطة عبر هاواي وهي الولاية الوحيدة في الولايات المتحدة التي يحدث فيها تعرف باسم نهار لاهاينا.